# Neqāb
Neqāb (persiska: نقاب) är en kommunhuvudort i Iran.   Den ligger i provinsen Khorasan, i den nordöstra delen av landet, 500 km öster om huvudstaden Teheran. Neqāb ligger 1 073 meter över havet och antalet invånare är 12 022.
Terrängen runt Neqāb är platt åt sydväst, men åt nordost är den kuperad.Runt Neqāb är det ganska glesbefolkat, med 29 invånare per kvadratkilometer. Neqāb är det största samhället i trakten. Trakten runt Neqāb består till största delen av jordbruksmark.